# Обратная матрица Дразина
Дразина обратная матрица — обобщение понятия обратной матрицы, предложенное М.П.Дразиным.
Пусть A — квадратная матрица. Под индексом матрицы A понимают наименьшее неотрицательное целое k, такое, что rank (Ak+1) = rank(Ak).  Матрица, обратная по Дразину для матрицы A — это единственная матрица AD, удовлетворяющая условиям
{\displaystyle A^{k+1}A^{\text{D}}=A^{k},\quad A^{\text{D}}AA^{\text{D}}=A^{\text{D}},\quad AA^{\text{D}}=A^{\text{D}}A.}
Эта матрица не является псевдообратной в классическом смысле, поскольку в общем случае {\displaystyle AA^{\text{D}}A\neq A}.

## Свойства
- Если матрица A обратима и её обратная обозначена {\displaystyle A^{-1}}, то {\displaystyle A^{\text{D}}=A^{-1}}.
- Матрица, обратная по Дразину, инвариантна по отношению к сопряжению. Если {\displaystyle A^{\text{D}}} — матрица, обратная по Дразину для матрицы {\displaystyle A}, то матрица {\displaystyle PA^{\text{D}}P^{-1}} — обратная по Дразину для матрицы {\displaystyle PAP^{-1}}.
- Проектор P, определённый как матрица, такая, что P2 = P, имеет индекс 1 (или 0), Для него матрица, обратная по Дразину, имеет вид PD = P.
- Если  A — нильпотентная матрица (например, матрица сдвига), то {\displaystyle A^{\text{D}}=0.}

### Жорданова нормальная форма
Поскольку определение матрицы, обратной по Дразину, инвариантно относительно матричных сопряжений, записываемых как {\displaystyle A=PJP^{-1}}, где J — Жорданова нормальная форма, то  {\displaystyle A^{\text{D}}=PJ^{\text{D}}P^{-1}}. Матрица, обратная по Дразину, таким образом отображает обратимые Жордановы клетки в им обратные, а нильпотентные Жордановы клетки — в нулевые.